# Вибори польсько-литовського короля 1575

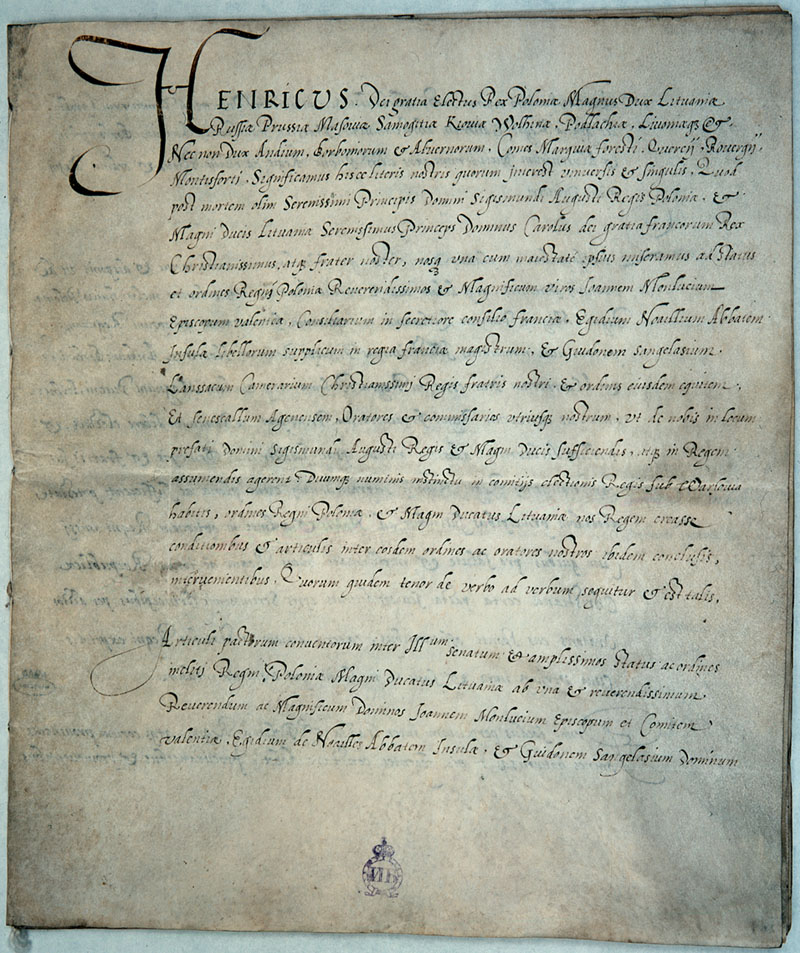
Pacta conventa

Вибори 1575 (другі вільні вибори) — після від'їзду Генріха Валуа в ніч з 18 на 19 червня 1574 року до Франції за французькою короною в Речі Посполитій почався період міжкоролів'я. Воно закінчилося подвійним вибором на елекційному сеймі. Боротьбу за польську корону виграли Анна Ягеллонка та Стефан Баторій.

## Становище країни після від'їзду Генріха Валуа

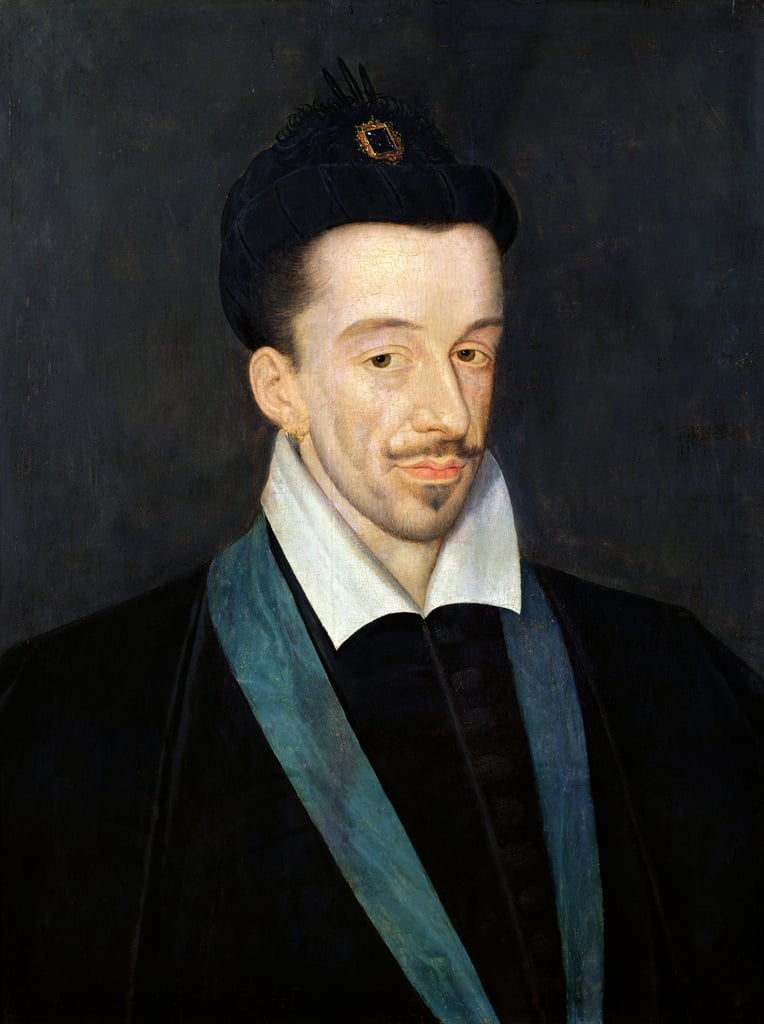
Генрик Валуа

Дізнавшись про смерть свого брата, Карла IX, Генріх Валуа за підказкою своєї матері Катерини Медічі вирушив до Франції, щоб прийняти корону цієї країни. Після виходу з Речі Посполитої Генрик Валуа продовжував називатися королем Польщі та представляв інтереси Корони під час перебування у Франції. Сам від'їзд короля розглядався набагато раніше, планувалося його весілля з Анною Ягеллонкою, яка мала правити в Польщі. Це створило б шанс керувати двома країнами.
В ситуації, що загрожувала державі анархією, примас Польщі Якуб Уханський наприкінці серпня 1574 року скликав з'їзд сенаторів і шляхти без участі представників Литви, Лівонії та Королівської Пруссії. Обговорювалося, чи було в Польщі міжкоролів'я, чи ні. Католицька партія виступала за визнання Генріха королем, але більшість хотіла визнання міжкоролів'я. В результаті компромісу було вирішено до 12 травня 1575 року відкликати Генріха. Того ж дня було скликано конгрес у Стенжиці. Цей з'їзд не прийняв жодних рішень, але суперництво між габсбурзьким та антигабсбурзьким таборами загострилося. Безвихідну ситуацію, що затягнулася, змінила татарська навала, яка спустошила Поділля та Червону Русь, полонивши величезну кількість людей. Примас Польщі, заручившись підтримкою Сенату, оголосив друге міжкоролів'я.

## Конвокаційний сейм

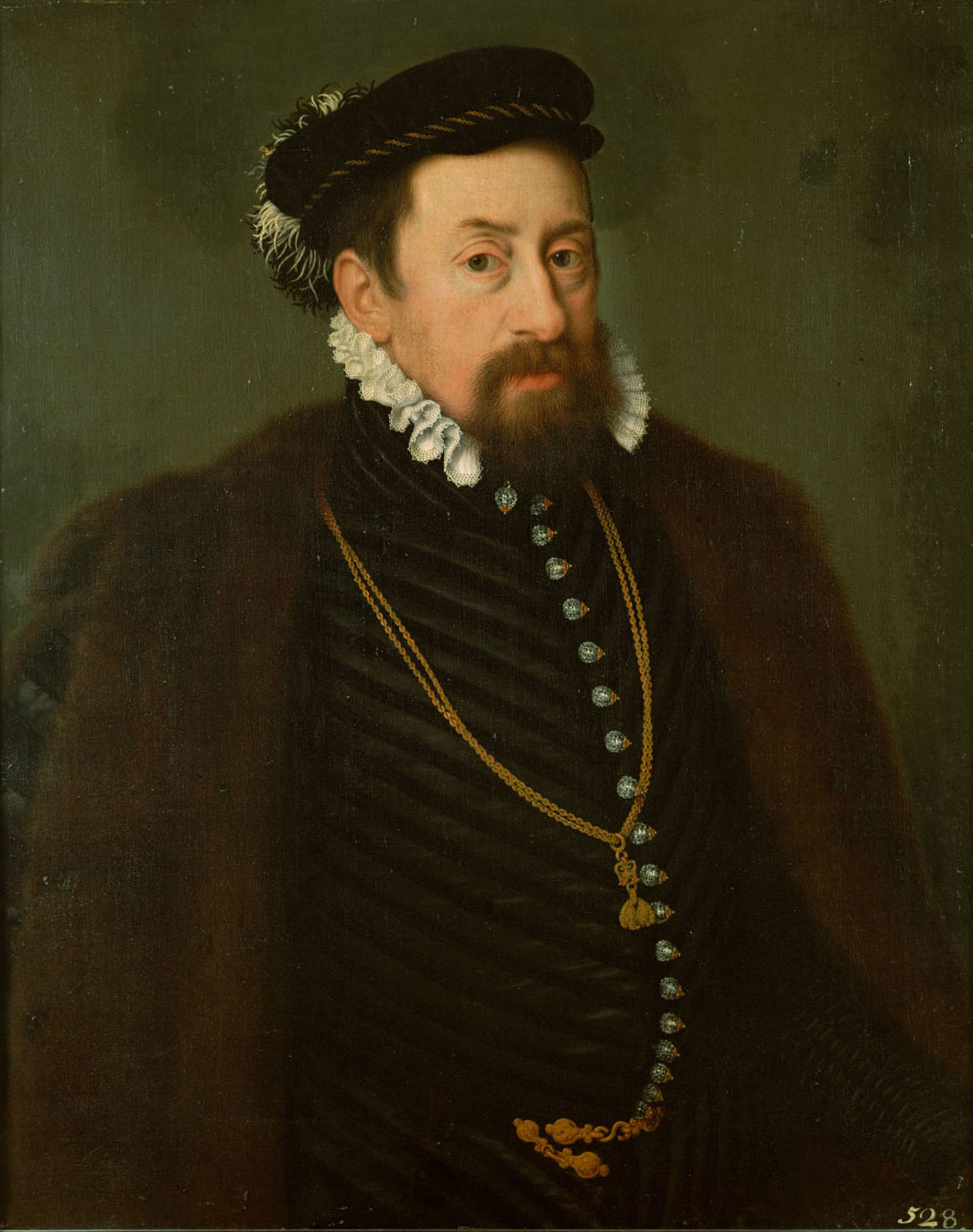
Максиміліан II Габсбург

Примас призначив конвокаційний сейм на 3 жовтня 1575 року. Дата виборів була призначена на 7 листопада 1575 року. Французька та габсбурзька сторони (примас Учанський, більшість сенаторів) підтримали кандидатуру імператора Максиміліана II. Крім того, він заручився підтримкою єпископату, обіцяючи відновити виконання вироків церковних судів і протестантів, значної частини магнатів, прусських міст і литовців. Шляхетство було проти цієї кандидатури, але без серйозної кандидатури. Ян Замойський бажав побачити на троні «П'яста». Розглядалися також кандидатури Яна III Вази, його сина та Стефана Баторія. У цій ситуації турецька легація відіграла важливу роль, заохочуючи обрання «Пяста», Яна III Вазу або Баторія. У разі обрання королем Максиміліан II загрожував би Туреччині війною, що суперечило її попередній мирній політиці щодо Речі Посполитої.

## Вибори

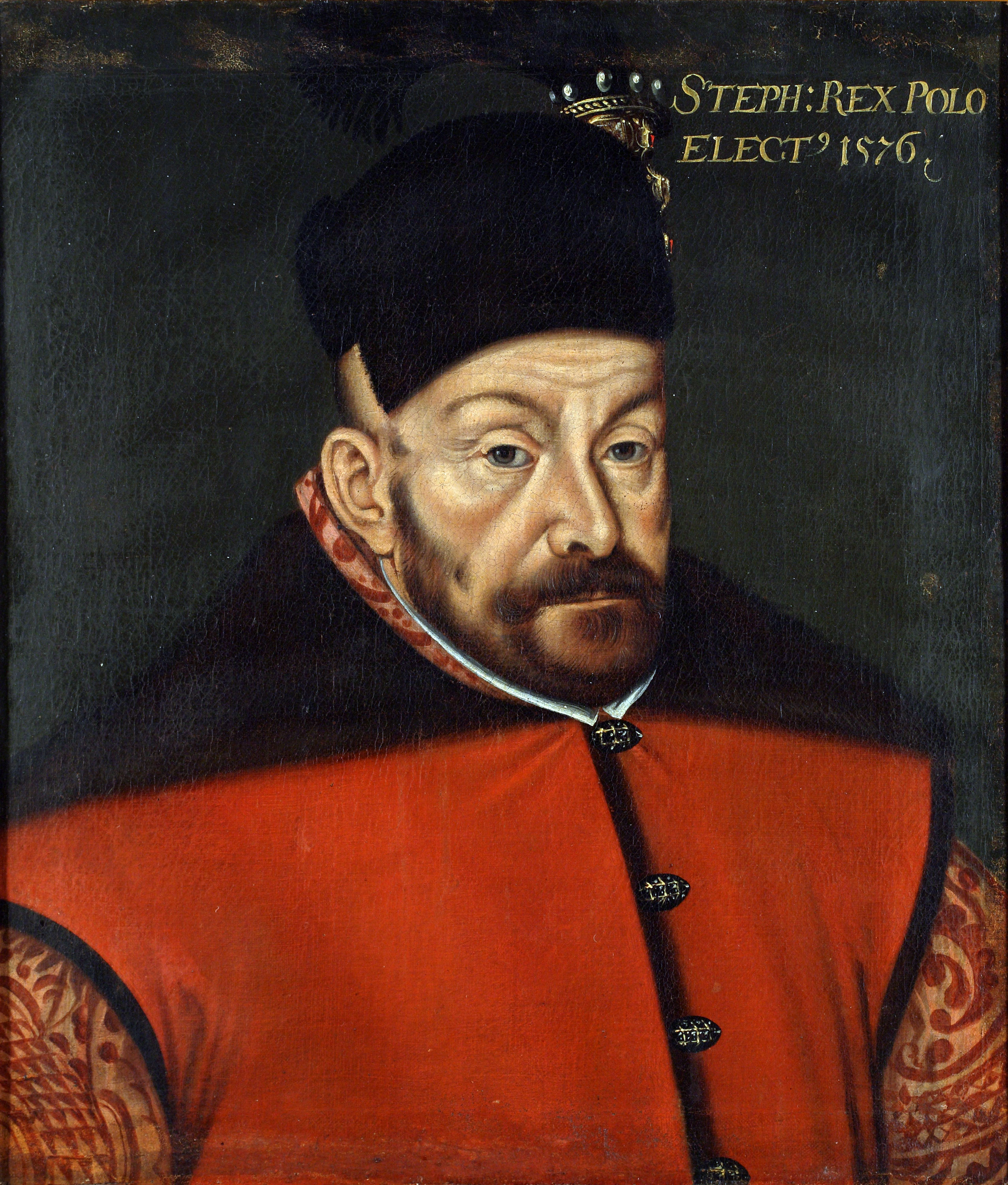
Стефан Баторій

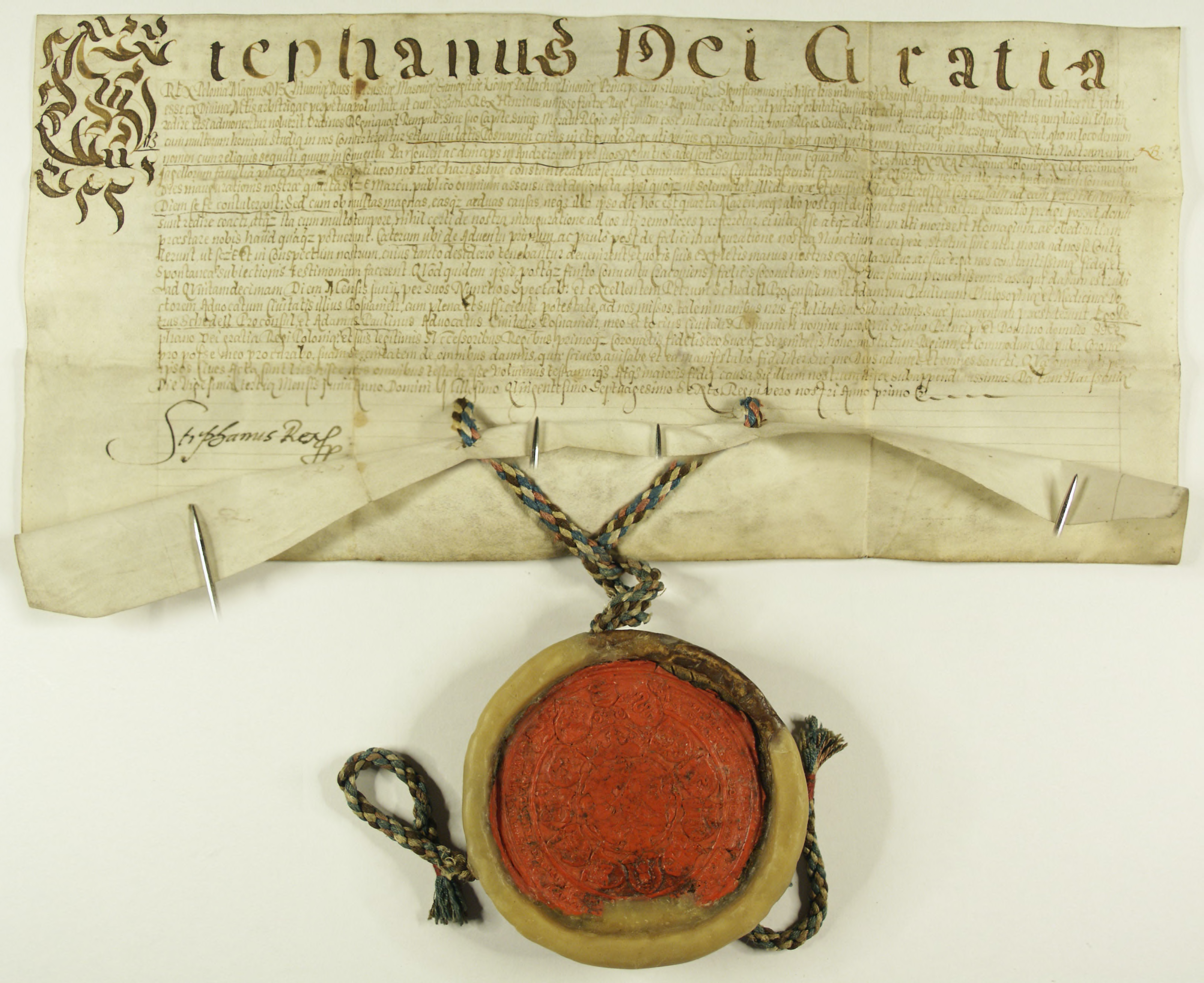
Стефан Баторій засвідчує, що у виборах брали участь депутати з міста Познань (з колекцій Державного архіву в Познані)

Виборчий парламент розпочався 8 листопада із заслуховування представників кандидатів. У сенаті переважали прихильники Максиміліана ІІ, а серед депутатів були прихильники «П'ястів» (Ян Замойський, Миколай Сєніцький) та Стефана Баторія (Анджей Зборовський). Суперечки тривали до 12 грудня 1575 року, коли примас Якуб Уханський під тиском папського нунція Вінченцо Лауро оголосив про обрання королем Польщі та Великим князем Литовським Максиміліана II Габсбурга. Король обирався без згоди шляхетства, зібраного на виборчому полі. Шляхта почувалася настільки ображеною, що з натовпу стріляли навіть у примаса. В результаті цих подій серед шляхти було досягнуто компромісу щодо кандидата. Позиції Баторія зростали, оскільки він переміг свого суперника Каспара Бекеша в Трансільванському князівстві в той час і міг використовувати гроші, отримані від перемоги над ним. Шляхта, за підказкою Замойського і Течинського, вирішила обрати Анну Ягеллонку королем і видати її заміж за Стефана Баторія. Перемогу одного з кандидатів мала вирішити коронація на Вавелі.

## Гонка за корону

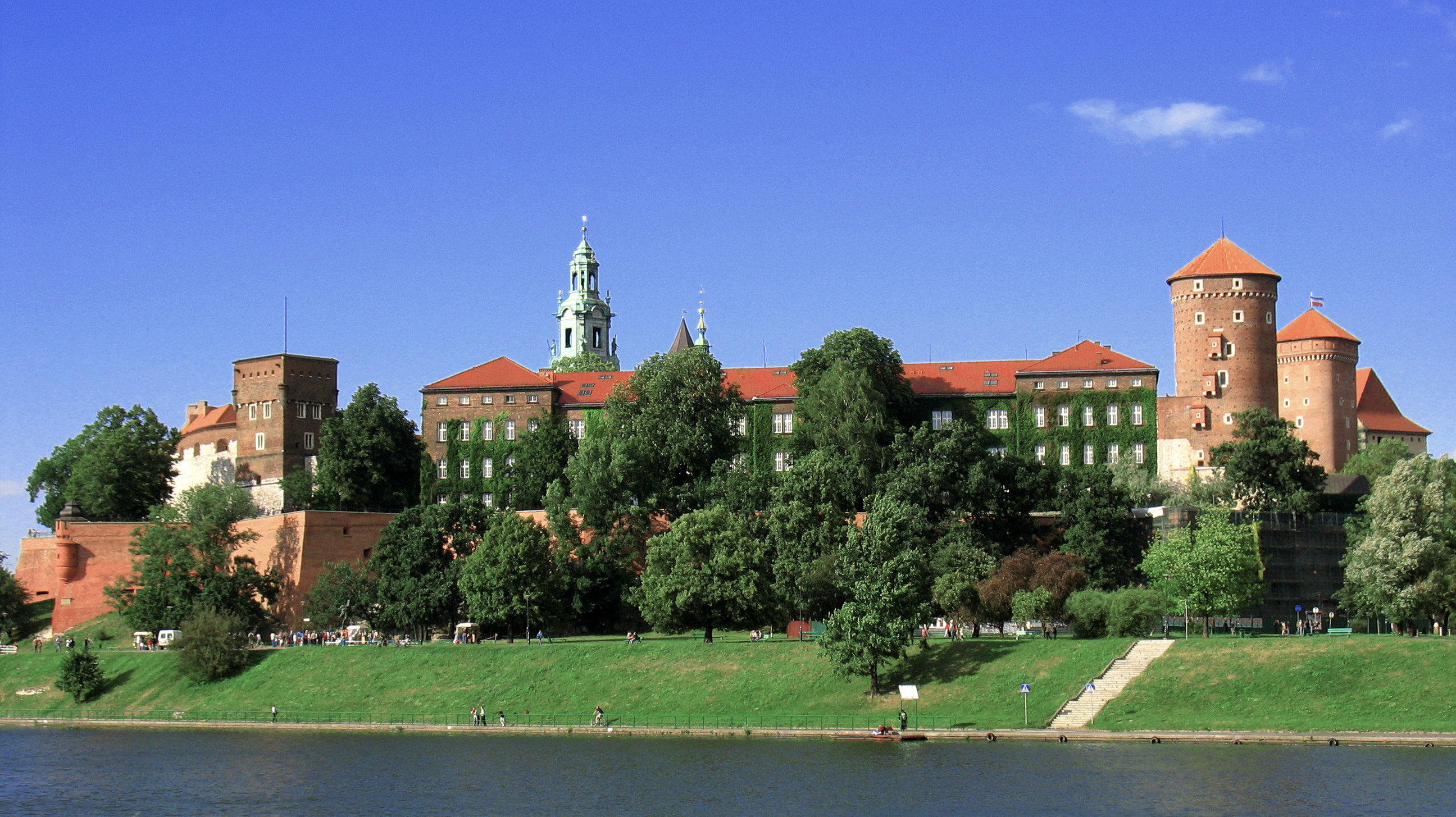
Вавель

18 січня 1576 року прихильники Баторія скликали під Єнджеювом спільний з'їзд, який у лютому зайняв Краків. Окрім шляхти, більшість з якої була з Русі, учасниками були сенатори: Анджей Зборовський, Станіслав Ґурка та куявський єпископ Станіслав Карнковський. Дії прихильників імператора були надто млявими порівняно з діями прихильників князя Трансільванії. Посланці імператора прибули до Єнджейова і переконали коронувати ерцгерцога Ернеста, а не Максиміліана. До Єнджейова також прибув посланець Стефана Баторія аріанин Гієронім Філіповський. 1 лютого конгрес підтвердив обрання Стефана і призначив дату коронації на 4 березня. 8 лютого в кафедральному соборі в Меггеші Баторі присягнув перед польськими посланцями pacta conventa і почав готувати похід. Максиміліан ІІ Габсбург, упевнений у своєму виборі, не злякався Баторія, він навіть відмовився від посилання свого представника на з'їзд своїх прихильників у Ловичі та почав обговорювати з польськими посланцями форму конвентних пактів, з яких він підписав лише 13. Це відбулося 23 березня в костелі августинців у Відні. Тим часом 4 березня в Кракові зібрався коронаційний сейм, на якому делегація Баторія представила pacta conventa, присягнуту Баторієм. 6 квітня Баторій перетнув кордон Корони і 18 квітня здійснив урочистий в'їзд до Кракова. Його обрання королем досі не визнали Литва, Королівська Пруссія та Якуб Уханський. 1 травня 1576 року куявський єпископ Станіслав Карнковський вінчав Анну Ягеллонку та Стефана Баторія, а потім вінчав молоде подружжя. Новий король пішов на мирні переговори зі своїми противниками з метою визнання його влади, що принесло очікуваний ефект.